# Masque de Salvador Dalí

Le masque de Salvador Dalí utilisé par les braqueurs dans La casa de papel.

Le masque de Salvador Dalí, aussi appelé masque de Jenazouh, représente le visage stylisé du célèbre artiste espagnol. Utilisé initialement par les protagonistes de la série La casa de papel au cours de leurs braquages, il devient un symbole à l'échelle mondiale après sa diffusion. Il est réutilisé lors de mouvements de protestation politique et devient un symbole de la lutte contre l'ordre politique ou économique établi.
En janvier 2019, la Fondation Gala-Salvador Dalí engage des démarches juridiques contre les créateurs de la série pour l'utilisation sans leur autorisation de l'image du peintre, qu'ils jugent abusive.

## Apparence
Le masque représente un visage au longues moustaches en guidon pointant vers le haut, qui symbolise celui de Salvador Dalí. Pour Le Temps, il présente un « regard ahuri avec moustache filante, [un] air intellectuellement hirsute ».

## Origine

### La série

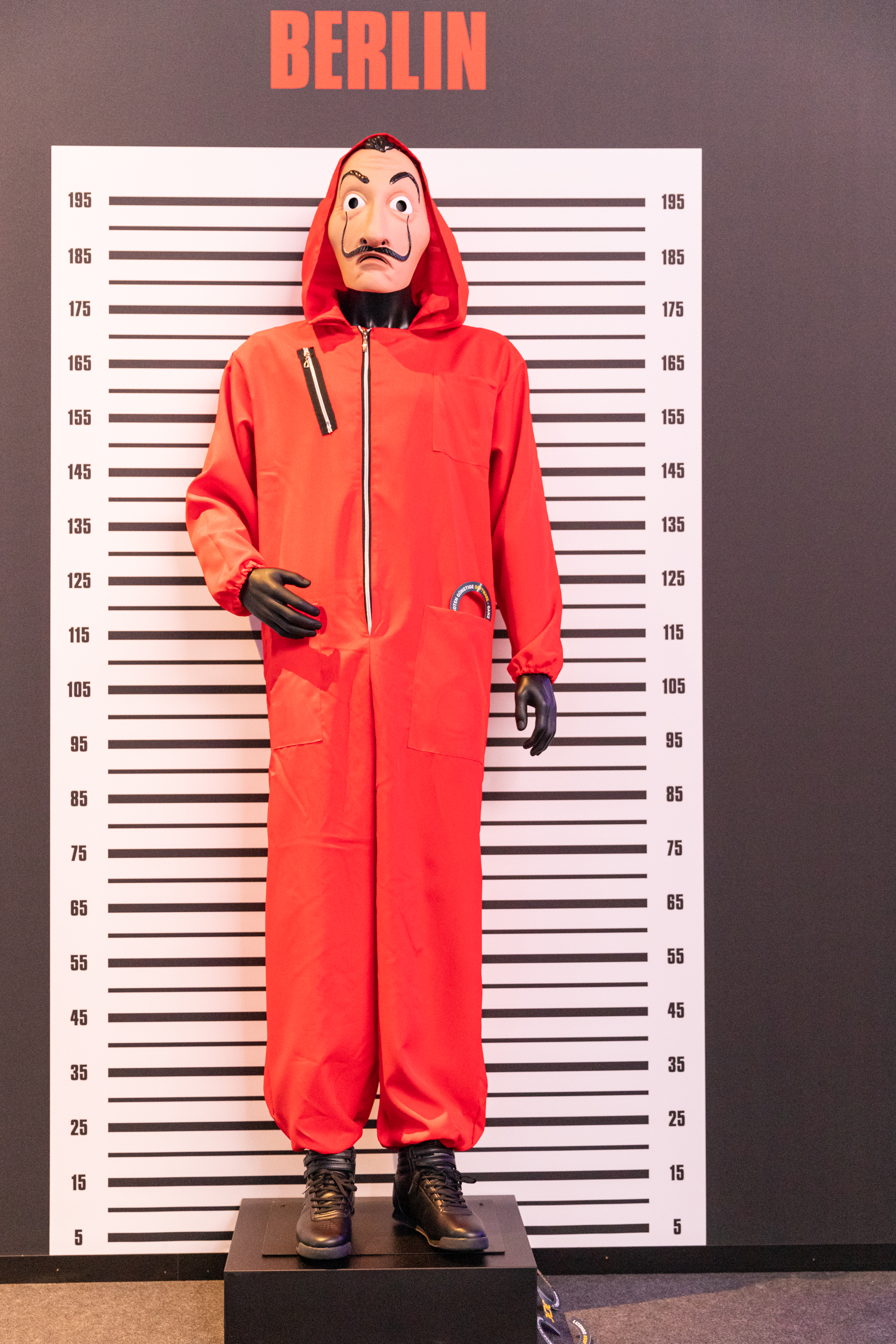
Berlin, personnage de La casa de papel, en combinaison rouge, portant un masque de Dalí.

Dans la série La casa de papel, un personnage mystérieux, surnommé le Professeur, engage huit personnages marginaux, pour certains des repris de justice, afin de mener à bien un braquage audacieux. Ils doivent s'emparer de la Fabrique nationale de la monnaie et du timbre en prenant en otage les personnes s'y trouvant, afin de les employer pour produire 2,4 milliards d'euros en billets, sans faire couler de sang,. Dans les parties 3, 4 et 5, c'est cette fois la Banque d'Espagne qui est ciblée par les braqueurs.
Pour les deux casses, braqueurs et otages revêtent le même costume, une combinaison rouge et un masque de Salvador Dalí. Ceux-ci permettent de « brouiller les pistes » en rendant indiscernables preneurs d'otages et victimes, ce qui met en échec les opérations policières à plusieurs reprises,.
Dans la série, une référence est faite à la conception elle-même du masque. Dans le premier épisode, à la 12e minute, alors que les braqueurs découvrent les masques — en même temps que les spectateurs — en s'emparant du camion qui les mène à la banque, l'un d'entre eux, Rio, critique le choix de design qui a été fait, estimant que des masques de zombies, de squelettes ou de personnages de Disney auraient été plus effrayants. Le choix des masques n'est visiblement pas compris par les braqueurs, mêmes si l'un d'entre eux défend ce choix et fait alors mention de Dalí, qu'il décrit comme « un très bon peintre espagnol »,.

### Conception
Lors de la production de la série, les créateurs hésitent entre deux types de masque : l'un à l'effigie de Don Quichotte, personnage de Cervantes et l'autre de Dalí. C'est finalement ce dernier qui est choisi, représentant un personnage plus emblématique et plus moderne. Un artisan est chargé de réaliser des croquis préparatoires et demande à l'équipe s'il est nécessaire de demander une permission pour utiliser son image, ce que l'équipe juridique juge inutile, la série étant fictive et le masque largement détourné. Les porte-parole de Netflix se mettent d'accord pour dire que la décision d'utiliser Dali provient des créateurs originaux, avec le soutien de leur département juridique.

### Autres origines

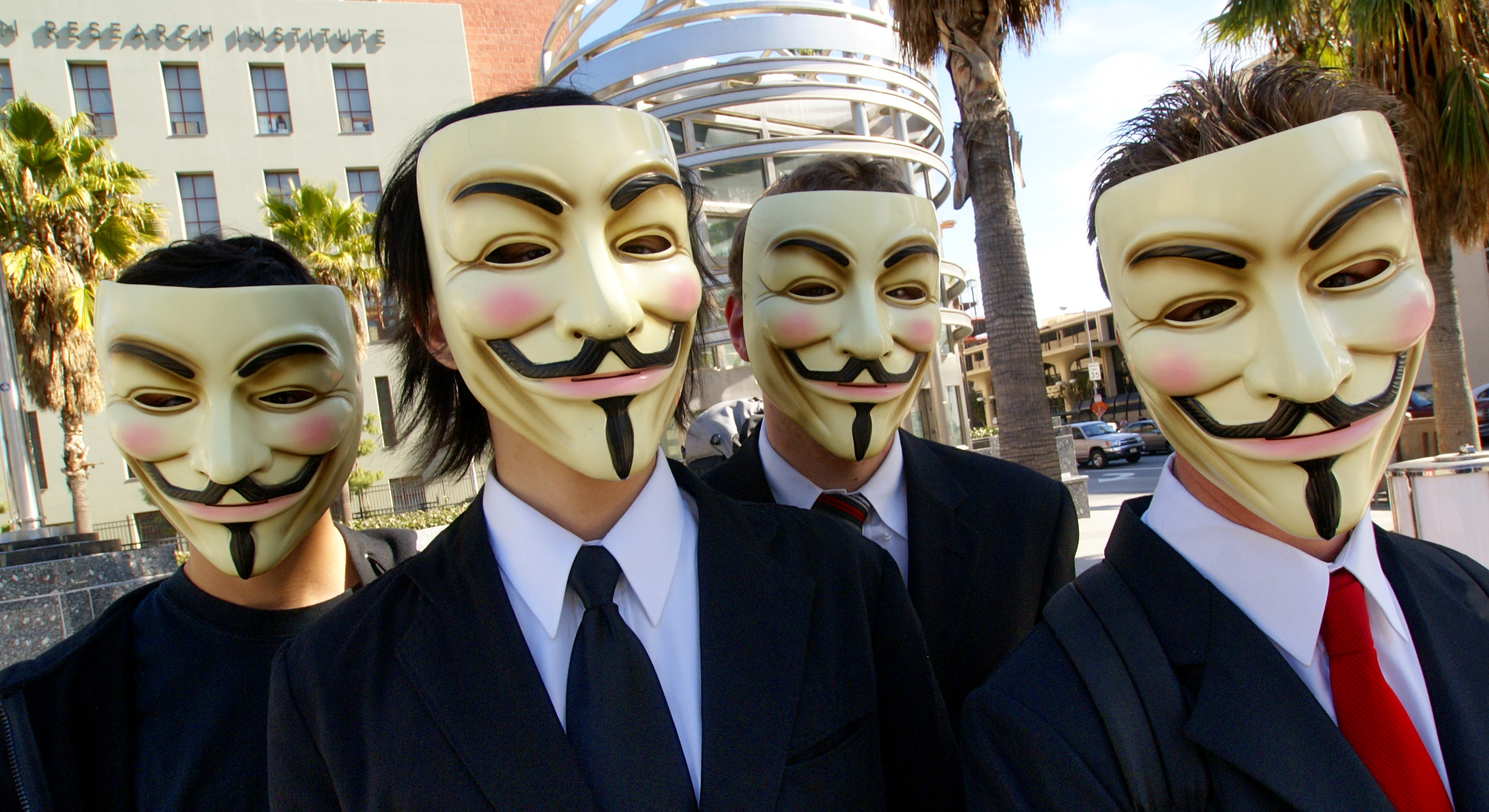
Plusieurs personnes portant un masque de Guy Fawkes à Los Angeles, en février 2008.

La proximité du masque avec le masque de Guy Fawkes, porté par les membres ou les sympathisants du collectif hacktiviste Anonymous est remarquée. Celui-ci est toutefois basé sur l'histoire de Guy Fawkes, conspirateur anglais du XVIIe siècle.

## Réutilisations

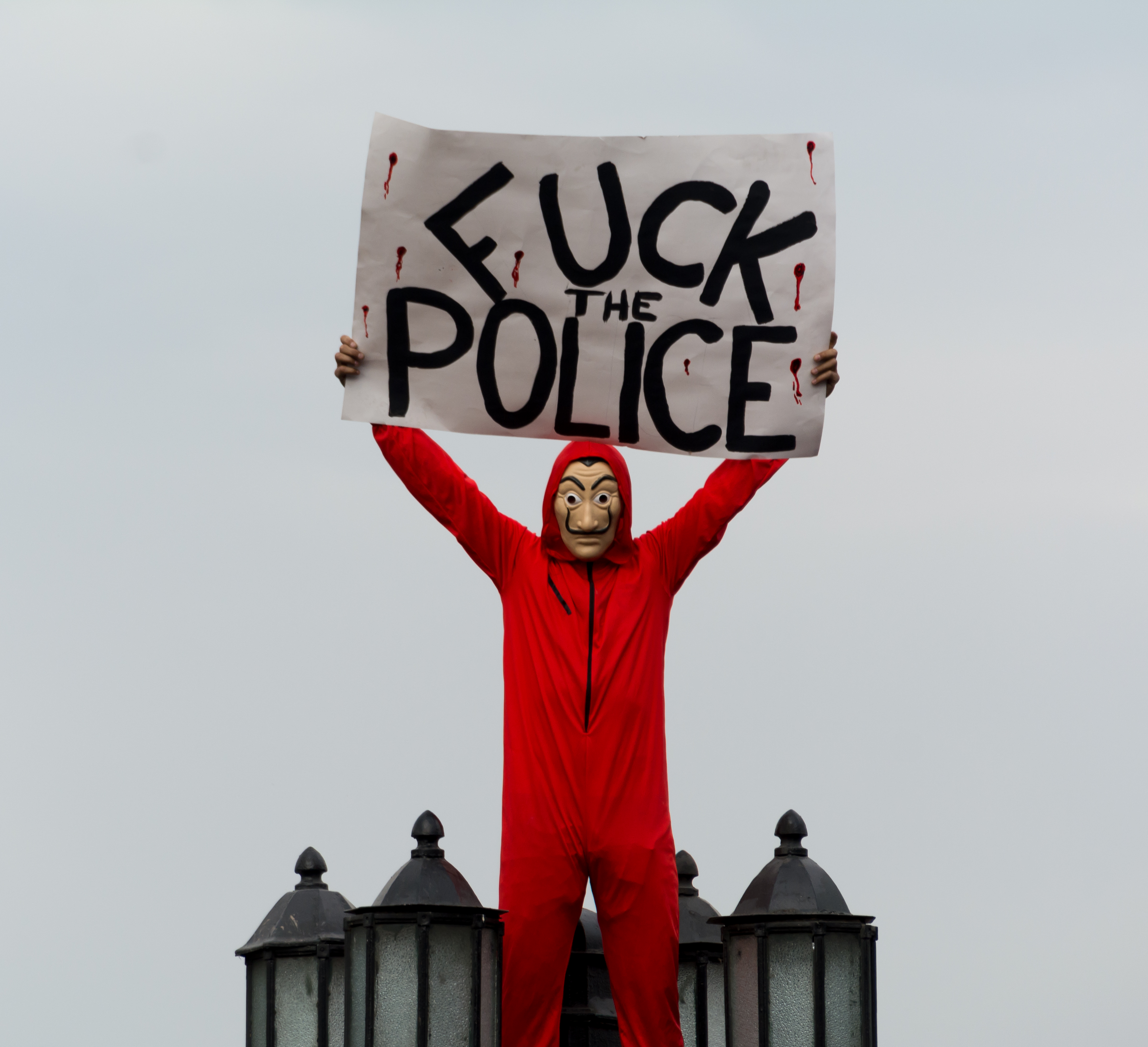
Un homme portant la combinaison rouge et le masque, lors d'une manifestation au Chili, en 2019.

Dès l'explosion en popularité de la série à la suite de sa diffusion sur Netflix, les ventes d'accessoires et de produits dérivés augmentent, au rang desquels le masque inspiré de Salvador Dalí.
Le masque est réutilisé dans le cadre de mouvements de protestation politique à l'échelle mondiale, qui luttent le plus souvent contre le pouvoir en place. Des personnes le portent notamment lors du mouvement des Gilets jaunes en France. Dans de nombreux pays d'Europe, ils sont arborés lors de manifestations « antisystème » et à Nantes, en France, deux personnes portant un tel masque s'en prennent à un hôtel Formule 1. Le masque est également réutilisé par des groupes criminels. À Buenos Aires en Argentine, lors d'un braquage, les assaillants portent le masque de Dalí. C'est le cas lors d'un autre vol, cette fois à Santiago, au Chili. Il est aussi arboré par des personnalités médiatiques (comme le joueur de football Neymar), lors de carnavals ou de fêtes comme Halloween, et son image se répand sur les réseaux sociaux.
Dans la série coréenne Money Heist : Korea – Joint Economic Area, adaptée de La casa de papel à destination du public coréen, les masques de Dalí sont remplacés par des masques hahoetal, plus représentatifs de la culture du pays.

## Symbolique
Comme pour les Anonymous, le masque de Dalí est avant tout un moyen de dissimuler son identité en présentant « un costume, une apparence qui les associent à leur fonction ». Cela protège les braqueurs en montrant leur unité. Le masque rend identique tous les personnages, empêchant le spectateur de les différencier. Les masques marquent ainsi une appartenance au groupe, présente chez de nombreux gangs, et « enlèvent toute hiérarchie sociale liée aux codes vestimentaires », fédérant ses membres. Paradoxalement, le masque est aussi un moyen pour les spectateurs et les fans de la série de s'identifier aux personnages des braqueurs, qui sont moralement plus attirants que la police, pourtant du côté de la loi mais qui représente l'« ordre injuste ».
En utilisant l'image de Salvador Dalí, l'accessoire rappelle le caractère anticonformiste et provocant de l'artiste, thèmes qui sont mis en avant dans la série. Il représente la dualité présente chez lui entre l'incompréhension suscitée en tant qu'artiste et la provocation dont il fait preuve dans ses œuvres. Il fait aussi écho à la position politique paradoxale de Dalí, catalan d'abord engagé à gauche mais fermement opposé à l'URSS et qui devient un fervent soutien de l'Espagne franquiste et des répressions menées par son dirigeant. La série elle-même se veut politique, avec des références notamment au mouvement des Indignés, et l'utilisation du chant révolutionnaire italien Bella ciao,. Les combinaisons rouges font par ailleurs référence aux uniformes des prisonniers du camp de Guantánamo. Pour Le Point, l'utilisation de l'image de Dalí est le « signe que le braquage est donc élevé au rang de performance artistique et anticonformiste ».
Le masque, à travers la série, devient un symbole de « la victoire de David contre Goliath », ce qui plaît dans des pays qui connaissent d'importants mouvements de protestations politiques, comme en Arabie saoudite, en Turquie, en France et dans certains pays d'Afrique ou d'Amérique latine. Il symbolise aussi la révolte face au système économique, avec la reprise du ressort du « hors-la-loi qui est un justicier », volant aux riches pour distribuer aux pauvres, tel Robin des Bois. Il s'inscrit ainsi parmi les symboles anticapitalistes. L'accessoire rappelle ainsi le carnaval, période de l'année durant laquelle tout est permis, symbolisant l'« utopie réalisée » du renversement de l'ordre social établi, selon Mikhaïl Bakhtine.

## Controverse juridique

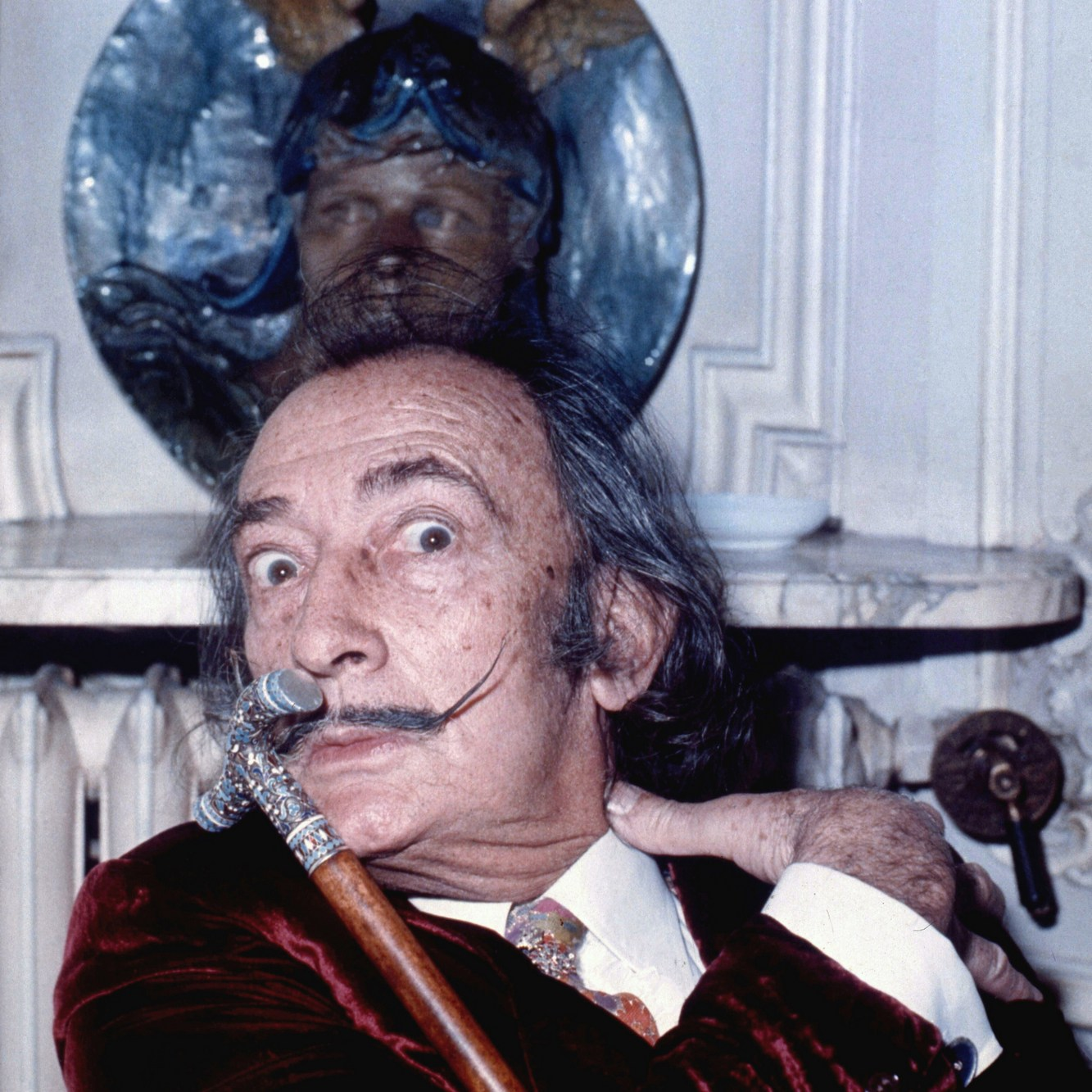
Salvador Dalí et ses longues moustaches, en 1972 à Paris.

En janvier 2019, la Fondation Gala-Salvador Dalí, créée en 1983 pour défendre l'œuvre de l'artiste, mobilise ses services juridiques afin de « contrôler l'utilisation de l'image de Dalí véhiculée par le masque », selon Libération. Les porte-parole de la fondation assurent être « en train de régulariser les utilisations du droit à l’image de Salvador Dalí », sans toutefois évoquer un recours en justice. Celle-ci souhaite que toute personne désirant exploiter son image lui en demande au préalable l'autorisation, mais assure qu'il « ne s'agit pas uniquement d'une question d'argent » et qu'elle n'a pas l'intention de réclamer un paiement en échange.
Les créateurs se défendent d'avoir utilisé le visage de l'artiste sans l'autorisation de la fondation et arguent que « n’importe qui peut porter une moustache, même si Dalí l’a popularisée ». Ils mettent également en avant l'importance de la série, l'une des plus vues sur la plateforme Netflix, pour la promotion de l'artiste, que La casa de papel a permis de faire connaître partout dans le monde. La société de production Vancouver Media souligne aussi l'inédit de cette demande, la fondation n'ayant jamais cherché à réguler l'usage de l'image du peintre.
Le retrait des masques de la série pour les saisons suivantes est alors évoqué, mais ils sont finalement conservés.